# セント・ジョゼフ教区 (バルバドス)
セント・ジョゼフ教区（セント・ジョゼフきょうく、Parish of Saint Joseph）はバルバドスの行政教区。島の北東部に位置し、北大西洋に面している。面積は26平方キロメートルで、教区の中では最も小さい。人口は6,620人（2010年国勢調査）で、セント・アンドリュー教区に次いで少ない。
1645年に設置された。かつてはヴェストリー制により地方政府として機能していたが、1958年に新設された地区へ統合されて以降は行政機能を持っていない。2009年選挙区評議会法によると1つの選挙区評議会が設置されている。
国内では有名な植物園のフラワー・フォレスト植物園、アンドロメダ植物園が所在する。一部の地域はスコットランド地区と呼ばれ、景観の保護が行われている。

## 主要都市
- バスシーバ（Bathsheba）
- ケンブリッジ（英語版）（Cambridge）
- チンボラソ（英語版）（Chimborazo）